# Springhills (Nouvelle-Zélande)
Springhills est une localité située dans le centre de la région du Southland dans l’île du Sud de la Nouvelle-Zélande.

## Situation
Elle est localisée dans un espace entre la réserve touristique de Forest Hill et la chaîne de Hokonui Hills (en), sur le trajet de la route State Highway 96/S H 96 (en) à 29 kilomètres à l’ouest de la State Highway 1/S H 1 près de la ville de Mataura et à 15 kilomètres à l’est du trajet de la route State Highway 6/S H 6 au niveau de la ville de Winton.

## Accès
À partir de 1899 et jusqu’en 1953, la ville de Springhills a aussi été desservie par l’embranchement ferroviaire du chemin de fer.
Le chemin de fer prit naissance à partir d’un tramway de bush (en) privé construit en 1883 mais qui fonctionna comme une jonction avec la branche de Kingston (en) au niveau de la ville de Winton dans le secteur de ‘Browns Gap’.
En 1890, le tramway fut mis à niveau pour les standards du chemin de fer, s’étendant vers la ville d’Hedgehope, et fut pris en main par le département des chemins de fer de la Nouvelle-Zélande (en). 
La ligne est connue sous le nom de la branche de Hedgehope (en) et elle ouvrit le 17 juillet 1899 avec une station  près de Springhills, connue sous le nom de «Springhills Siding». 
Le service de passager cessa le 9 février 1931, et du fait du déclin du tonnage du fret transporté, la section allant de la ville de Browns à celle d’Hedgehope, qui passait à travers la ville de Springhills fut fermée le 24 décembre 1953. 
Peu de chose ne reste de l’héritage du chemin de fer à Springhills, bien que le ballast de l’ancienne ligne peut parfois être discerné dans le paysage .